# Grote spoorspin
De grote spoorspin (Cheiracanthium punctorium) is een spin uit de familie Cheiracanthiidae. De wetenschappelijke naam van de soort werd in 1789 als Aranea punctoria gepubliceerd door Charles Joseph de Villers.
De grote spoorspin komt onder andere voor in Nederland en België en is een van de weinige spinnetjes waarvoor men moet oppassen. De spin bouwt het nest vaak in wijngaarden, en druivenplukkers moeten hier extra voorzichtig zijn. Net als alle spinnen doet ook de grote spoorspin meer goed dan kwaad door ongedierte op te ruimen.

## Kenmerken
De grote spoorspin bereikt een lichaamslengte van maximaal 15 millimeter maar de mannetjes blijven kleiner. Het kopborststuk is rood, net als de cheliceren (kaken). Het achterlijf is geel met in het midden een zwarte, bruinachtige streep. De spin heeft 8 ogen en maar ziet enkel zijn prooi als deze vlakbij is. De grote spoorspin heeft duidelijk zichtbare giftanden die verbonden zijn met grote gifklieren.

## Levenswijze
De grote spoorspin is 's nachts actief. Overdag zit hij het liefst in een schaduwrijk plekje, zoals in een tros druiven, in een donkere hoek, tegen het plafond, in een schoen, opgerolde bladeren, onder stenen etcetera. Eens de spin dergelijke plaats gevonden heeft zal hij een langwerpige zakvormig nest bouwen waaraan. De opening van het nest zit aan de onderzijde en wordt agressief verdedigd.
De grote spoorspin is een snelle, beweeglijke en agressieve jager. De spin gebruikt geen web maar jaagt actief op elk dier dat hij overmeesteren kan. Daardoor wordt hij ook wel de 'renspin' genoemd. Hij doodt de prooi met één krachtige en giftige beet waarna hij deze rustig kan verorberen. De spin neemt af en toe ook een slokje nectar uit een bloem.

### Voortplanting
In de lente bouwt de mannetjesspin een nest vlak naast dat van de vrouwelijke spin. Hij zal daarna met zijn voorpoten op het zijden nestje van het vrouwtje trommelen waarna hij het zijden spinsel zal opentrekken. Nu is dus de zijden wand tussen het nest van het vrouwtje en dat van het mannetje weg en is er één groot nest gevormd. In deze zak zullen de spinnen meestal ook paren.
In de zomer gaat het vrouwtje een nest bouwen met twee verdiepingen; deze keer zal het ook niet langwerpig zijn maar eerder bolvormig. Haar roze eitjes legt ze op de bovenverdieping, zij zelf gaat de wacht houden op de onderste verdieping. Dit doet ze tot haar eitjes uitkomen.

## Beet bij de mens
Als de spin opgeschrikt wordt en zich bedreigd voelt, zal hij zonder te aarzelen bijten. Een beet bij de mens van dit onschuldig uitziende spinnetje is onaangenaam maar absoluut niet levensbedreigend. Het is echter niet aan te raden dit diertje proberen te vangen of tegen te porren. De symptomen bij een beet bestaan uit een gele zwelling rond de beet die gepaard gaat met scherpe pijn die wel vergelijken wordt met die van een wespensteek. Vaak volgen hoofdpijn, duizeligheid, misselijkheid, rillen en zweten hierop. Deze symptomen doen zich pas na enkele uren voor als het gif het centrale zenuwstelsel bereikt. Deze symptomen verdwijnen meestal na ongeveer 3 dagen maar afhankelijk van de hoeveelheid gif in het bloed kunnen ze tot 8 weken aanhouden. Heel af en toe ontwikkelt zich een necrotische zweer (vlees sterft rond de beet af, gaat rotten) deze zweer herstelt langzaam en in sommige gevallen zelfs nooit. In 2006 brak paniek uit in Oostenrijk nadat de soort in de media kwam. Van de 190 'slachtoffers' bleken er maar 8 daadwerkelijk gebeten te zijn door de spin

## Afbeeldingen

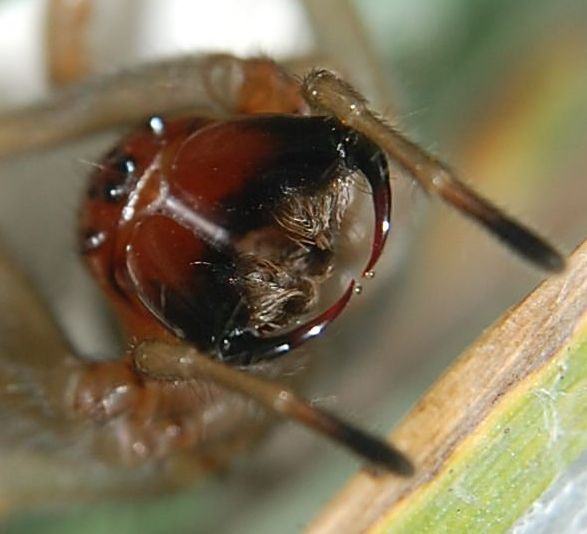
Dreigend vrouwtje
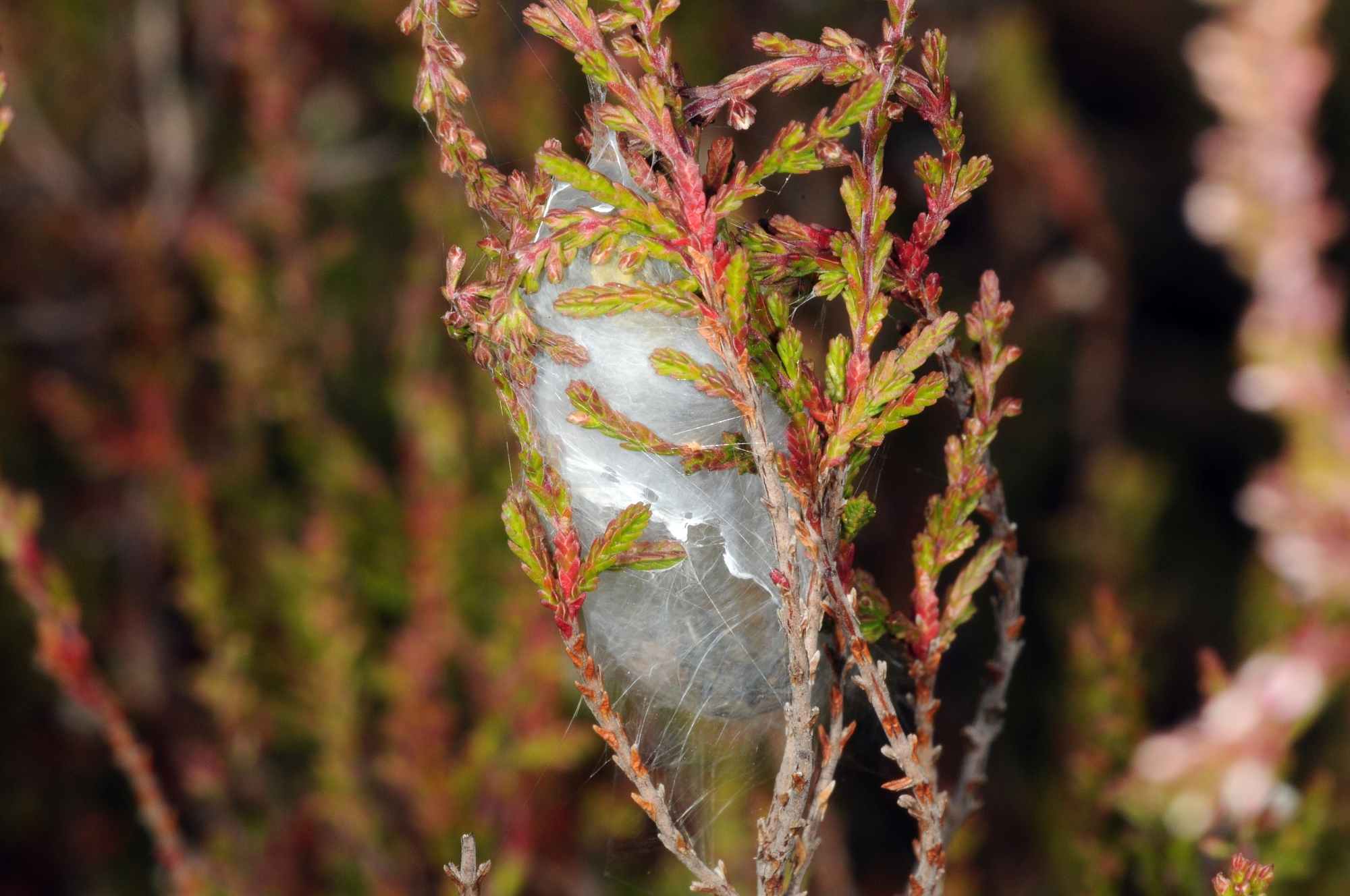
Eiercocon
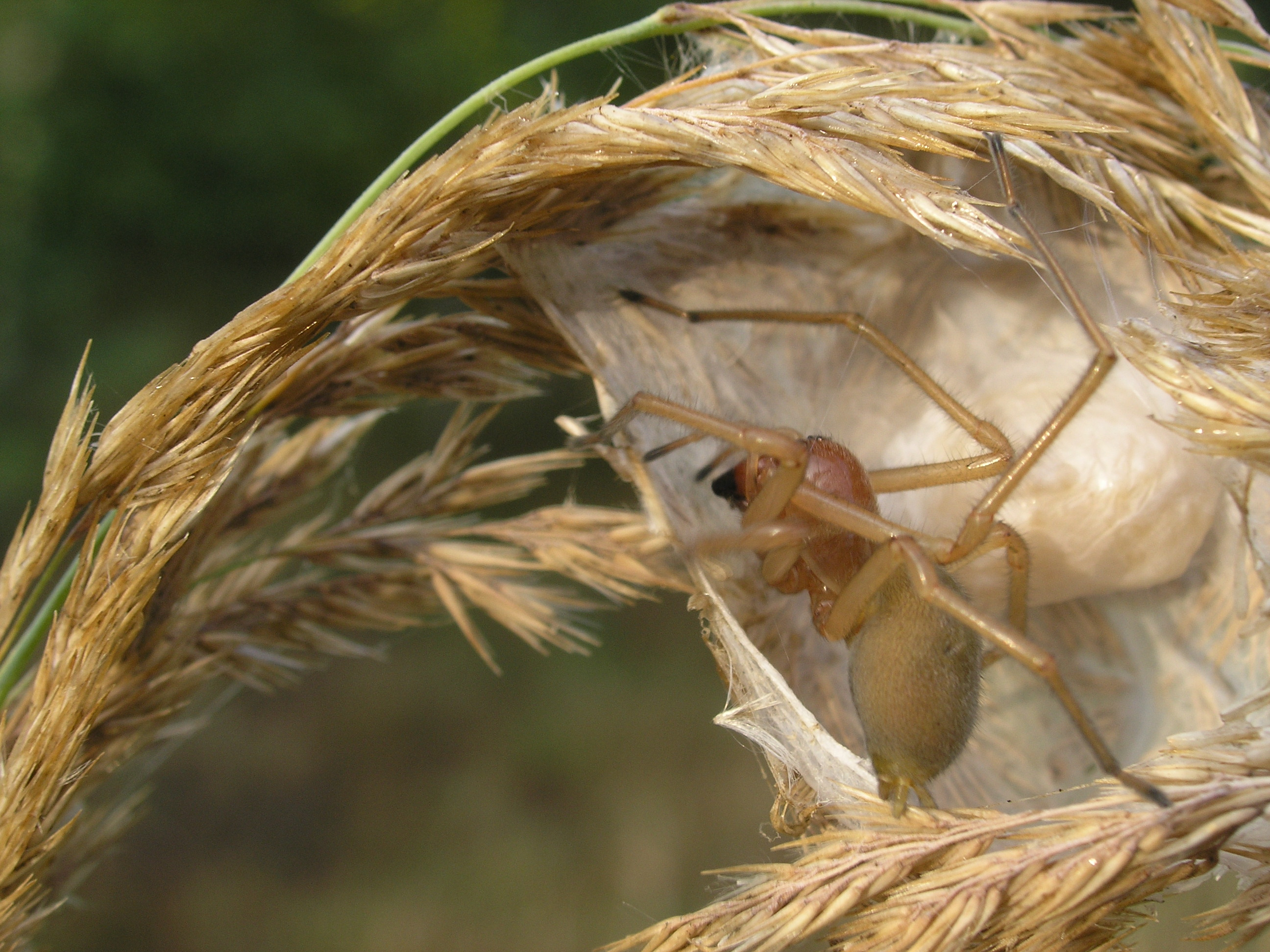
Geopend nest met cocon (achtergrond)
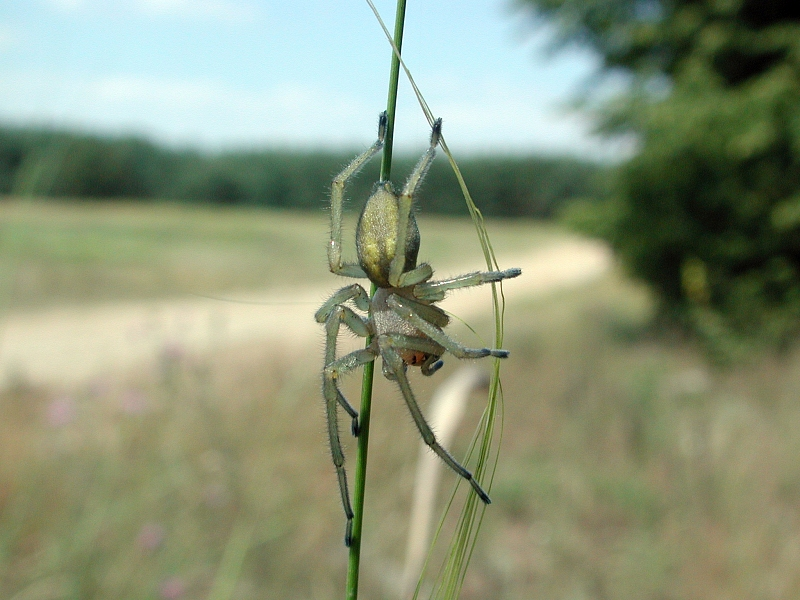
Vrouwtje met een duidelijk geel achterlijf.